# Ferrovia Sulmona-Isernia
La ferrovia Sulmona-Isernia (soprannominata dal 1980 Transiberiana d'Italia) è una linea ferroviaria secondaria dell'Abruzzo e del Molise (lunga 128,7 km con quattro stazioni intermedie tra i due capolinea, di cui due con ACEI semplificato e due presenziate), che collega la città di Sulmona con quella di Isernia, dal 2011 priva di traffico ordinario. Per il gestore è formalmente aperta. 
Il tratto Sulmona-Carpinone è percorso da treni turistici e individuato da Fondazione FS Italiane a tale scopo nell'ambito del progetto "Binari senza tempo": alla stazione di Rivisondoli-Pescocostanzo raggiunge i 1268,82 m s.l.m. che ne fanno una delle stazioni più alte in quota della rete italiana.
Il termine Transiberiana d'Italia, comparso per la prima volta sulla rivista Gente Viaggi del novembre 1980, è dovuto al giornalista Luciano Zeppegno che descrisse questa linea come "la piccola Transiberiana" a causa delle abbondanti nevicate che, soprattutto nel tratto degli altipiani maggiori d'Abruzzo, la fanno somigliare alla celebre Transiberiana, mentre il termine Ferrovia del Parco è dovuto al fatto che attraversa la parte sud-occidentale del territorio del parco nazionale della Maiella.

## Storia

### Costruzione
| Tratta          | Inaugurazione     |
| --------------- | ----------------- |
| Sulmona-Cansano | 18 settembre 1892 |
| Cansano-Isernia | 18 settembre 1897 |

Il 13 giugno 1885 il Consiglio dei lavori pubblici approvò un progetto per la costruzione di una linea ferroviaria che collegasse la città di Sulmona a quella di Isernia, già prevista nella legge Baccarini del 1879. Il progetto era stato promosso – tra gli altri – dal senatore Giuseppe Andrea Angeloni; nella stazione di Roccaraso, suo comune di origine, una lapide ne ricorda l'impegno.
Il tracciato, lungo circa 129 km, parte dalla stazione di Sulmona dirigendosi dapprima verso Pettorano sul Gizio, per poi risalire verso Cansano e Campo di Giove. Successivamente la linea tocca le località sciistiche di Rivisondoli e Roccaraso (dopo la stazione di Palena) e ridiscende verso Scontrone e Castel di Sangro dopo essere passata per la stazione di Sant'Ilario Sangro, fino ad arrivare a Carpinone e Isernia. Per la costruzione della linea fu necessario costruire tre ferrovie di servizio: da Roccaraso a Castel di Sangro, da Castel di Sangro a Carovilli e da Cansano a Roccaraso (quest'ultima tratta rimase in servizio per cinque anni dopo la parziale inaugurazione della tratta Sulmona-Cansano).

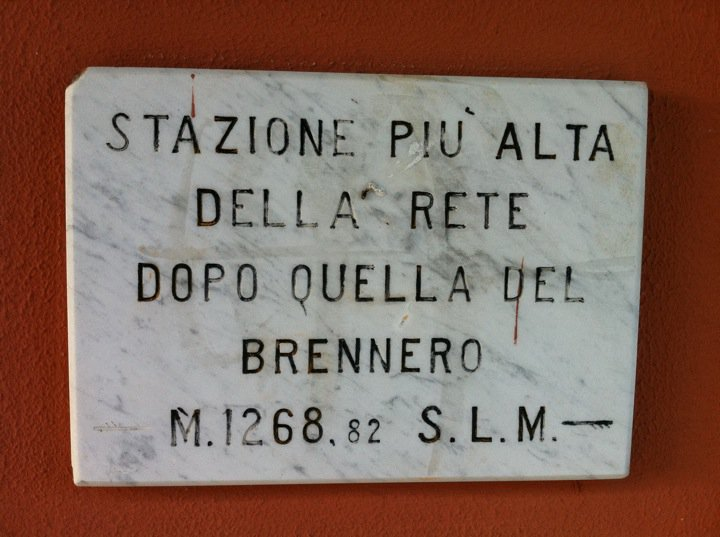
La tabella indicativa dell'altitudine nella stazione di Rivisondoli-Pescocostanzo

Nonostante i dislivelli che affronta, salendo dai 400 m di Sulmona ai 1268 m di Rivisondoli per poi ridiscendere a quota 423 m ad Isernia, la linea presenta una pendenza massima del 28 ‰ e un raggio di curvatura minimo di 250 m. Questo fu possibile grazie alla realizzazione di numerose opere d'ingegneria: su 118 km di binari, infatti, 25 sono in galleria e numerosi su viadotti. La violenza delle nevicate in alcuni punti della linea molto esposti, inoltre, rese necessaria la costruzione di gallerie paravalanghe, muri protettivi e la piantagione di intere pinete. La realizzazione di una linea così complessa richiese molto tempo e l'intera tratta venne inaugurata il 18 settembre 1897, dopo cinque anni dall'inaugurazione del primo tratto Sulmona-Cansano, avvenuto il 18 settembre 1892.

### Esercizio prima della seconda guerra mondiale

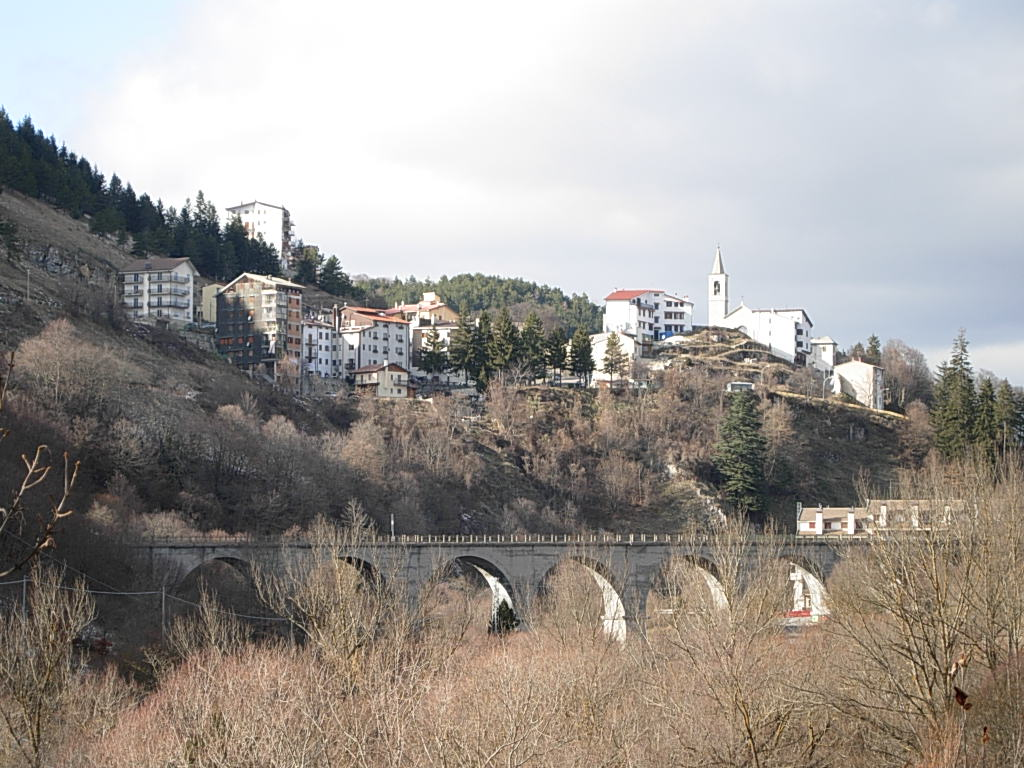
Una panoramica di Roccaraso con in basso un viadotto della ferrovia

Dopo la sua inaugurazione la linea serviva le località attraversate con un discreto numero di treni passeggeri e merci (questi ultimi favoriti dall'attività industriale di Castel di Sangro e da quella di un birrificio nei pressi di Montenero Val Cocchiara). Inoltre due tipi di traffici incentivarono enormemente l'utilizzo della linea: i treni militari, dovuti al gran numero di campi militari svolti nelle remote località abruzzesi e molisane, e i treni per il trasferimento di bovini e ovini lungo le vie della transumanza (la pastorizia costituiva, insieme all'agricoltura, la principale fonte di sostentamento per le popolazioni molisane e abruzzesi). La storia della linea, inoltre, si intreccia con quella di altre due linee: la ferrovia Agnone-Pescolanciano e la ferrovia Sangritana. Entrambe le linee furono costruite a scartamento ridotto e consentivano un migliore collegamento con Pescara e con i comuni più interni del Molise, quali Agnone e Pietrabbondante.

### Il dopoguerra
La linea, gravemente danneggiata dalla seconda guerra mondiale, fu riaperta per tratte; l'ultima tratta, da Carovilli a Castel di Sangro, venne riattivata il 9 novembre 1960 alla presenza del ministro dei trasporti Giuseppe Spataro.

### La soppressione del servizio
| Tratta                     | Sospensione      |
| -------------------------- | ---------------- |
| Sulmona-Castel di Sangro   | 11 dicembre 2011 |
| Castel di Sangro-Carpinone | 11 ottobre 2010  |

A partire dall'11 ottobre 2010 venne sospeso l'esercizio sulla tratta da Castel di Sangro a Carpinone, per urgenti necessità di manutenzione del materiale rotabile.

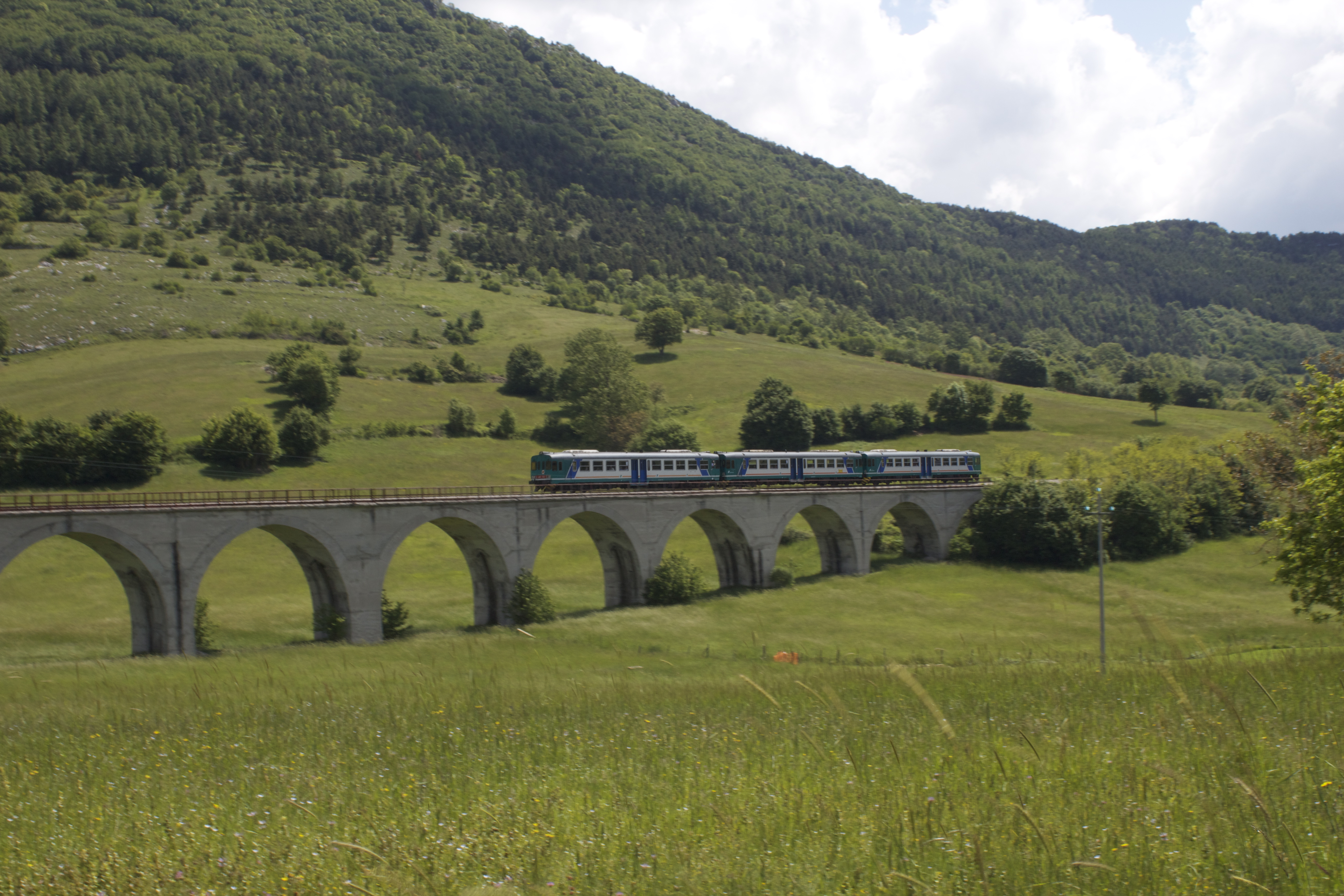
Veduta della linea

Nel 2011 gli alti costi di esercizio e lo scarso movimento sulla linea spinsero la regione Abruzzo a disimpegnarsi dal finanziare ulteriormente i collegamenti attivi, che quindi cessarono il 10 dicembre 2011 con la soppressione delle ultime due coppie di treni Sulmona-Castel di Sangro.
I servizi ferroviari sono stati sostituiti da autolinee, tuttavia il percorso degli autobus sulla strada statale 17 non transita in molti paesi in precedenza serviti dalla ferrovia.
La linea resta comunque ancora formalmente aperta per il gestore dell'infrastruttura RFI, permettendo dunque il passaggio eventuale di treni di agenzia e servizi turistici occasionali. Il rilancio di questa tratta ed il reperimento dei fondi che permettano di finanziare anche il servizio viaggiatori, secondo i più, risiederebbe proprio nelle potenzialità di linea turistica, sul modello di numerose ferrovie alpine, senza però trascurare alcune corse ordinarie a misura dei pendolari, importanti soprattutto durante le copiose nevicate che rendono difficoltoso e pericoloso il transito sulla SS 17.

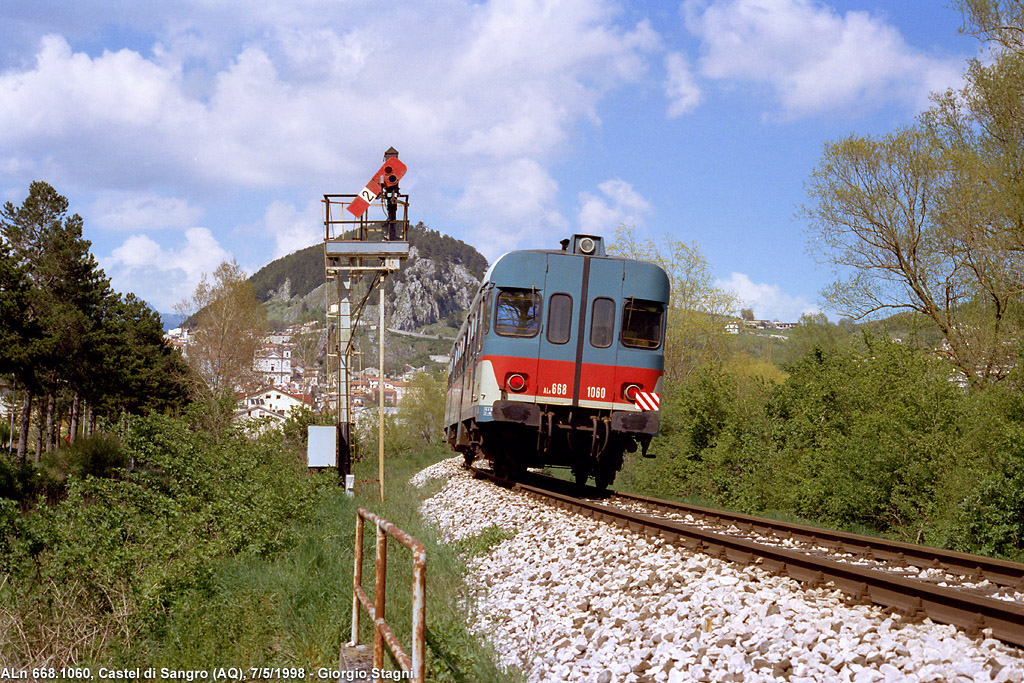
Tratto della linea

### Riapertura al traffico turistico
Il 17 e 18 maggio 2014 il tronco da Sulmona a Castel di Sangro ha visto la riapertura da parte di Fondazione FS Italiane come ferrovia turistica. In quei giorni hanno circolato sulla linea tre treni storici, il primo il 17 ed i restanti due il 18.
Successivamente la Fondazione FS Italiane ha avviato un progetto di rilancio dei treni sulla linea, impiegando materiale rotabile d'epoca, in collaborazione con l'associazione Le Rotaie ad essa convenzionata a ai tour operator locali che ne curano l'organizzazione, in sinergia con vari operatori turistici locali. È stato quindi attivato un servizio di treni turistici chiamato Ferrovia dei Parchi.
Nel 2016 è diventata la prima linea ferroviaria ad uso turistico in Italia per numero di viaggiatori, registrando un numero sempre crescente di appassionati e turisti. Nel 2022, dopo numeri inferiori dovuti alla pandemia, ha toccato le 40 000 presenze in un anno.
Il 6 Febbraio 2025 Il Consiglio comunale di Castel di Sangro e quello di Alfedena hanno votato all'unanimità la delibera che chiede il ripristino della storica tratta ferroviaria Sulmona-Carpinone per il trasporto dei passeggeri. Dal 2014 la tratta è stata utilizzata solo per scopi turistici, mentre i comuni altosangrini chiedono la riapertura per le corse ordinarie. 
Il 26 Febbraio 2025 i Consigli comunali di Campo di Giove e di Pettorano sul Gizio hanno deliberato, con il voto favorevole delle amministrazioni e l'astensione dei consiglieri di minoranza, di chiedere formalmente alla Regione Abruzzo, a Trenitalia e a RFI il ripristino del servizio ordinario passeggeri sulla linea ferroviaria Sulmona-Carpinone. 
I vari comuni fanno notare di come la mancanza di corse ordinarie ha privato la popolazione di un servizio essenziale, aggravando le difficoltà di collegamento per le comunità delle aree interne, già segnate da spopolamento e isolamento. Dato che la ferrovia è formalmente attiva, e, dotata di sistema di supporto alla condotta si chiede il ritorno del traffico ordinario. 

## Caratteristiche

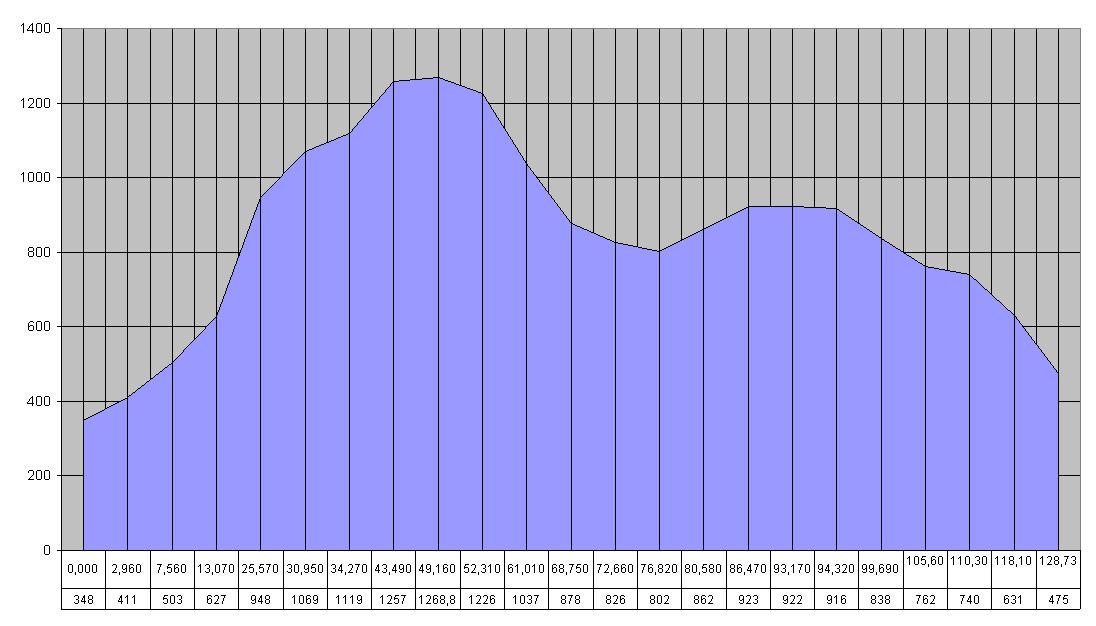
Profilo altimetrico

| Unknown route-map component "CONTgq" | Unknown route-map component "ABZ+lr" | Unknown route-map component "CONTfq" |

| Station on track |

| Unknown route-map component "CONTgq" | Unknown route-map component "ABZgr" |  |

| Small non-passenger station on track |

| Unknown route-map component "eHST" |

| Small non-passenger station on track |

| Unknown route-map component "eHST" |

| Small non-passenger station on track |

| Small non-passenger station on track |

| Unknown route-map component "tSTRa" |

| Unknown route-map component "tSTRe" |

| Non-passenger station/depot on track |

| Small non-passenger station on track |

| Unknown route-map component "tSTRa" |

| Unknown route-map component "tSTRe" |

| Small non-passenger station on track |

|  | Small non-passenger station on track | Unknown route-map component "lGIPr" |

| Non-passenger station/depot on track |

| Unknown route-map component "tSTRa" |

| Unknown route-map component "tSTRe" |

| Unknown route-map component "eHST" |

| Small non-passenger station on track |

| Unknown route-map component "eHST" |

|  | Unknown route-map component "c" | Straight track | Unknown route-map component "c" | Unknown route-map component "exENDEa" |

|  | Unknown route-map component "c" | Straight track | Unknown route-map component "c" | Unknown route-map component "exBHF" |

|  | Unknown route-map component "d" | Unknown route-map component "XPLTaq" + Unknown route-map component "vDST-exKDSTa" | Unknown route-map component "exXINT-R" |

|  | Unknown route-map component "d" | Unknown route-map component "exvLSHI2l-" + Unknown route-map component "exSTRc2" + Unknown route-map component "xvSTR" | Unknown route-map component "exABZg3" |

|  | Unknown route-map component "d" | Unknown route-map component "evABZg+1-" + Unknown route-map component "exv-STR" | Unknown route-map component "exENDE" + Unknown route-map component "exSTRc4" |

|  | Unknown route-map component "d" | Unknown route-map component "extv-STR2a" + Unknown route-map component "vSTR-" | Unknown route-map component "exSTR+tc3" |

| Unknown route-map component "cd" |  | Unknown route-map component "extSTRc1" + Unknown route-map component "vSTR-" | Unknown route-map component "exSTRl" + Unknown route-map component "extSTRl+4" | Unknown route-map component "excCONTfq" |

| Unknown route-map component "eHST" |

| Unknown route-map component "tSTRa" |

| Unknown route-map component "tSTRe" |

| Unknown route-map component "STR+GRZq" |

| Small non-passenger station on track |

| Small non-passenger station on track |

| Small non-passenger station on track |

| Non-passenger station/depot on track |

| Unknown route-map component "exSTR+l" | Unknown route-map component "eKRZ" | Unknown route-map component "exCONTfq" |

| Unknown route-map component "exKBHFe" | Unknown route-map component "exlBHF" + Small non-passenger station on track |  |

| Unknown route-map component "tSTRa" |

| Unknown route-map component "tSTRe" |

| Small non-passenger station on track |

|  | Unknown route-map component "ABZg+l" | Unknown route-map component "CONTfq" |

| Station on track |

| Unknown route-map component "eHST" |

| Unknown route-map component "eHST" |

| Station on track |

| Continuation forward |

La linea è armata a binario semplice non elettrificato, con scartamento di 1435 mm. La circolazione, protetta dal Sistema di supporto alla condotta, avviene tramite blocco telefonico, regolato mediante dirigenza unica con sede a Sulmona. Sono ancora presenti i segnali semaforici di 1ª e 2ª categoria in luogo dei segnali luminosi.
La stazione di Rivisondoli-Pescocostanzo è situata ad un'altezza di 1268 m s.l.m., che corrisponde alla seconda stazione più elevata della rete ferroviaria italiana a scartamento ordinario, dopo quella di Brennero, la cui quota è di 1371 m s.l.m..

## Traffico

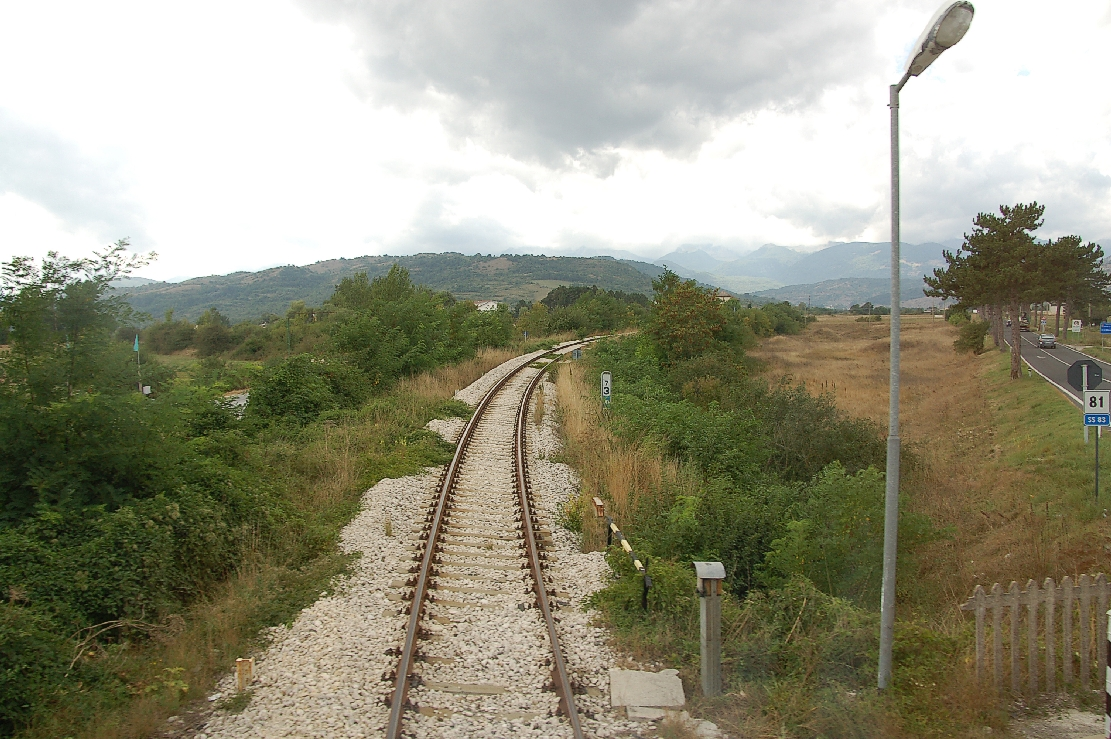
La linea nei pressi di Castel di Sangro

Fino al 13 dicembre 2008 vi era un servizio minimo di quattro coppie di treni tra Sulmona e Carpinone, più una coppia Sulmona-Castel di Sangro. Nei giorni festivi vi erano due coppie di regionali Sulmona-Napoli. A partire dal 14 dicembre 2008 c'è stata una riduzione delle corse, che sono diventate due coppie nei giorni feriali, mentre nei festivi circolava solo una coppia da e per Napoli.
Dall'11 ottobre 2010, con l'autosostituzione a Castel di Sangro, il tratto Carpinone-Castel di Sangro non è più percorso da treni regionali. La motivazione data da Trenitalia è stata quella di dover effettuare manutenzione straordinaria ai mezzi.
Dall'11 dicembre 2011 tutti i servizi viaggiatori regionali sono stati sospesi, mentre la linea resta formalmente attiva da parte del gestore dell'infrastruttura, effettuando la manutenzione in modo tale da mantenerla percorribile. Nonostante questo, un eventuale ripristino delle corse ordinarie da parte delle regioni interessate (Abruzzo e Molise) può essere preso in considerazione solo se l'intera linea venisse dapprima dotata di un aggiornamento infrastrutturale in termini di automazione degli apparati di circolazione, dato che il sistema di esercizio adottato, la Dirigenza Unica, insieme al segnalamento, in alcune stazioni ancora di tipo semaforico, è ormai desueto e non viene più considerato idoneo dal gestore per i sistemi di trasporto pubblico locale su ferro.